# Arrondissement Siegburg
Das Arrondissement Siegburg, auch Bezirk Siegburg, entstand am 3. August 1806 unter Joachim Murat als eine von zunächst sechs vorläufigen Verwaltungseinheiten des Großherzogtums Berg.
Das Arrondissement Siegburg hatte 69.264 Einwohner und wurde unterteilt in acht aus den vorherigen Strukturen hervorgegangene nachgeordnete Verwaltungsbereiche:
| Name                         | Quadratmeilen | Einwohner | ging 1808 an Arrondissement, Kanton | Bemerkungen                                          |
| ---------------------------- | ------------- | --------- | ----------------------------------- | ---------------------------------------------------- |
| Blankenberg                  | 7 ½           | 24.195    | Mülheim, Hennef                     |                                                      |
| Königswinter                 |               | 1.357     | Mülheim, Königswinter               | bis 1803 kurkölnisches Amt Wolkenburg                |
| Homburg                      | 1 ½           | 7.000     | Siegen, Homburg                     | bis 1806 Herrschaft Homburg                          |
| Löwenburg und Lülsdorf       | 3 0           | 13.696    | Mülheim, Königswinter und Siegburg  |                                                      |
| Siegburg                     | ½             | 1.985     | Mülheim, Siegburg                   |                                                      |
| Wildenburg                   | 1 ¾           | 1.500     | Siegen, Wildenburg                  | bis 1806 Herrschaft Wildenburg                       |
| Villich und Schwarzrheindorf |               | 1.200     | Mülheim, Königswinter               | bis 1803 Unterherrschaften im kurkölnischen Amt Bonn |
| Windeck                      | 6 ½           | 18.331    | Siegen, Waldbröl                    |                                                      |

Mit der Neubildung der Verwaltungsstrukturen im Großherzogtum im Jahre 1808 wurde das Arrondissement Siegburg aufgelöst. Die Gemeinden wurden auf das Arrondissement Mülheim am Rhein im Departement Rhein und das Arrondissement Siegen im Departement Sieg aufgeteilt.
Anton Jakob Vetter wurde erster Provinzialrat. Er wurde 1753 geboren und stammte aus Elberfeld. Vorher war er Richter und Steuereinnehmer. Am 2. September 1806 eröffnete er mit dem Provinzialsekretär Clemens August Kobell seinen Verwaltungssitz in der ehemaligen Abtei Michaelsberg. Juni 1808 wurde er als Kommissar der Regierung zur Kriegs- und Domänenkammer nach Hamm versetzt.
Sein Nachfolger wurde Provinzialrat Hermann.